# Georg (Jurgen) Richolff

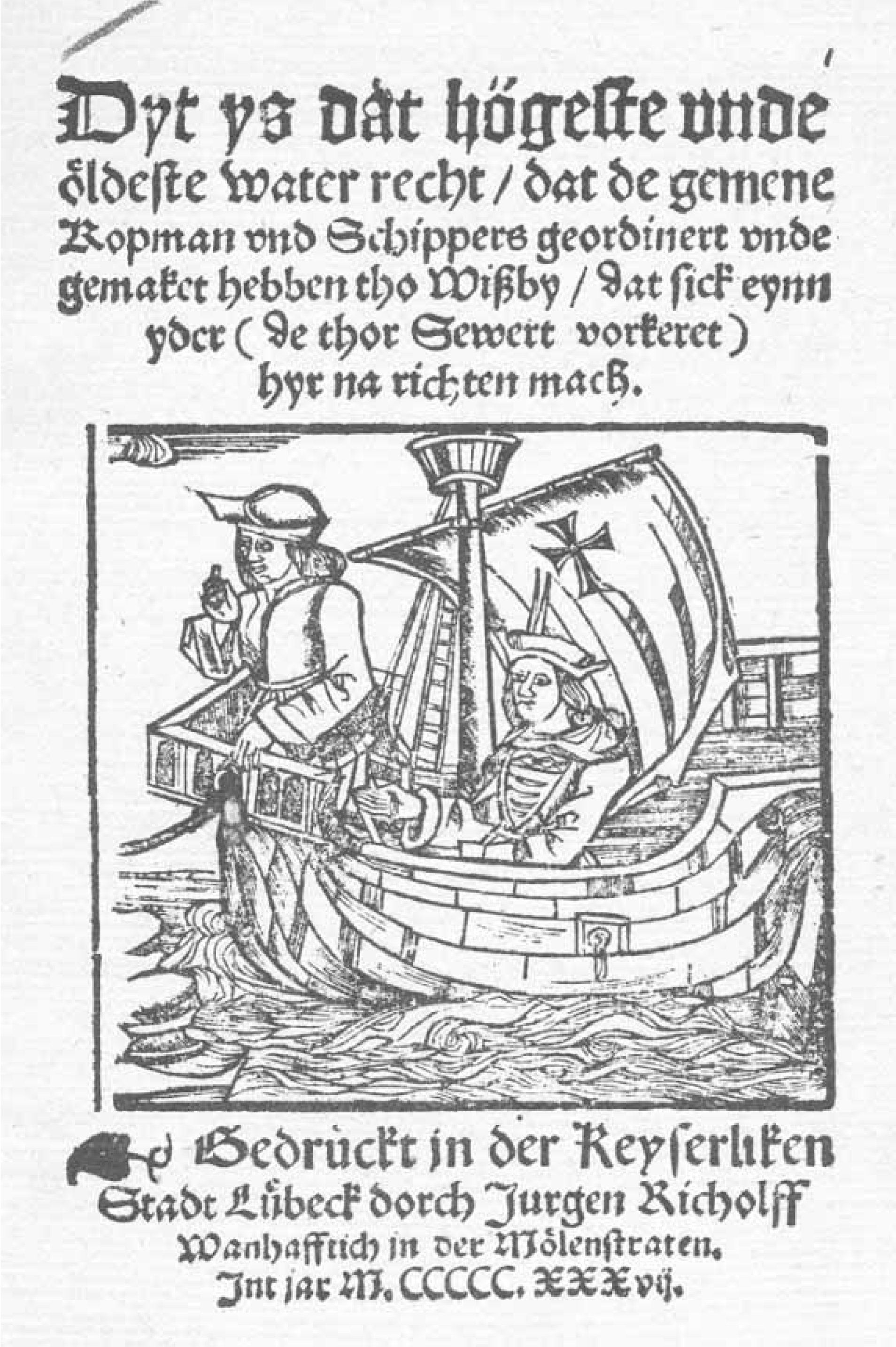
"Datt högeste unde öldeste water recht", titelsidan i en Seerechtsammlung från 1537.

Georg (Jurgen) Richolff, född 1494 i Lübeck, död före 1 april 1573 i Lübeck, var en tysk boktryckare delvis verksam i Sverige. Han deltog i upprättandet av Kungliga Tryckeriet i Stockholm 1526.

## Biografi
Richolff var son till en boktryckare i Lübeck. Fadern dog troligen 1516, men verksamheten drevs vidare av änkan och togs två år senare över av sonen.
Olika uppfattningar råder om är Richolff först kom till Sverige men senast 1525 befann han sig i Uppsala. Uppenbarligen hade han fått uppdrag av Gustav Vasa att utföra tryckningen av Nya Testamentet på svenska. Mindre tryck av lägre kvalitet hade då utförts i Uppsala.
Richolff fick i uppdrag att flytta tryckeriet till Stockholm för tryckningen av Nya Testamenten där skulle kunna ske under direkt överinseende av Olaus Petri. Hans första Stockholms-tryck var den första svenska reformationsskriften, Een nyttugh underwijsning (14 februari 1526). Den följdes senare av Een skön nyttugh underwisning. Thet Nyia Testamentit på swensko var färdigtryckt 15 augusti 1526.
Richolff var senare verksam i Hamburg 1529-31 med tryckning av reformationsskrifter och återkom till Lübeck 1532, där han bl.a. 1537-38 tryckte en utgåva av Olaus Petris svenska postilla.
År 1539 kallades Richolff åter till Sverige för att i tryckeriet, som nu åter flyttats till Uppsala, trycka hela Bibeln (Gustav Vasas bibel) på svenska. Detta skedde 1540-41 och upplagan kan ha varit ett par tusen exemplar.
I augusti 1541 återvände Richolff till Lübeck och var där verksam till 1568. Möjligen utförde han där också tryckning av en svensk psalmboksupplaga. Det inflytande han hade genom tillförsel av typsnitt och grafisk utformning inverkade på svenskt boktryck ända in på 1600-talet.